# Le Conseil des dieux
Le conseil des dieux est une fresque réalisée par Raphaël et son atelier au XVe siècle. Il représente la demande d'Eros, le dieu de l'amour, pour que Psyché, la mortelle dont la beauté avait rendue jalouse Aphrodite, puisse devenir immortelle afin de l'épouser. Il fait cette demande à Zeus qui va réunir tous les dieux pour faire décider du sort de Psyché.

## Description
L'œuvre représente une suite de dieux grecs, la plupart des olympiens. De la gauche vers la droite on peut voir Psyché, à ses jambes il y a Petit Amour, ensuite c'est Hermès. On trouve ensuite Janus, et à ses pieds le dieu fleuve Nil appuyé sur un sphinx et le dieu fleuve Tigre appuyé sur un tigre. A droite de Janus se trouve le dieu Héphaistos, puis le demi-dieu et héros Héraclès (Hercule), puis Dionysos,Apollon et Arès (Mars). On trouve ensuite Aphrodite pointant Éros du doigt, les deux parlant à Zeus. Au-dessus d'Eros se trouve Hadès, puis Poséidon, et, assis en train de réfléchir, Zeus. Derrière Zeus on retrouve au premier plan sa femme Héra, et derrière elle, Artémis. Enfin, Athéna finit le tableau.